# Suzy Parker
Suzy Parker, egentligen Cecilia Ann Renee Parker, född 28 oktober 1932 i San Antonio i Texas i USA, död 3 maj 2003 i Montecito i Kalifornien, var en amerikansk fotomodell och skådespelerska.
Parker modellade för bland andra Vogue och Chanel.

## Bildgalleri

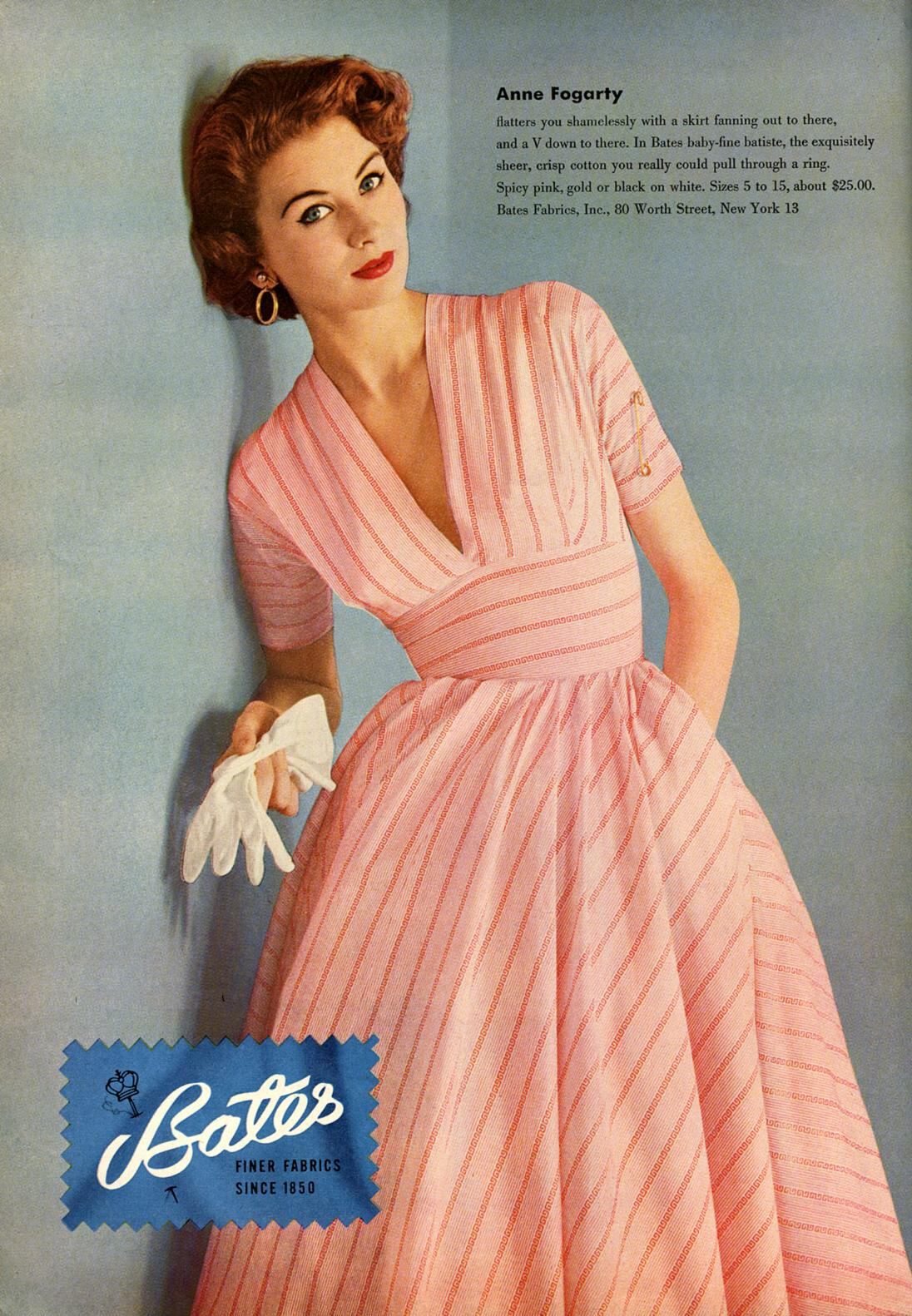
Suzy Parker.
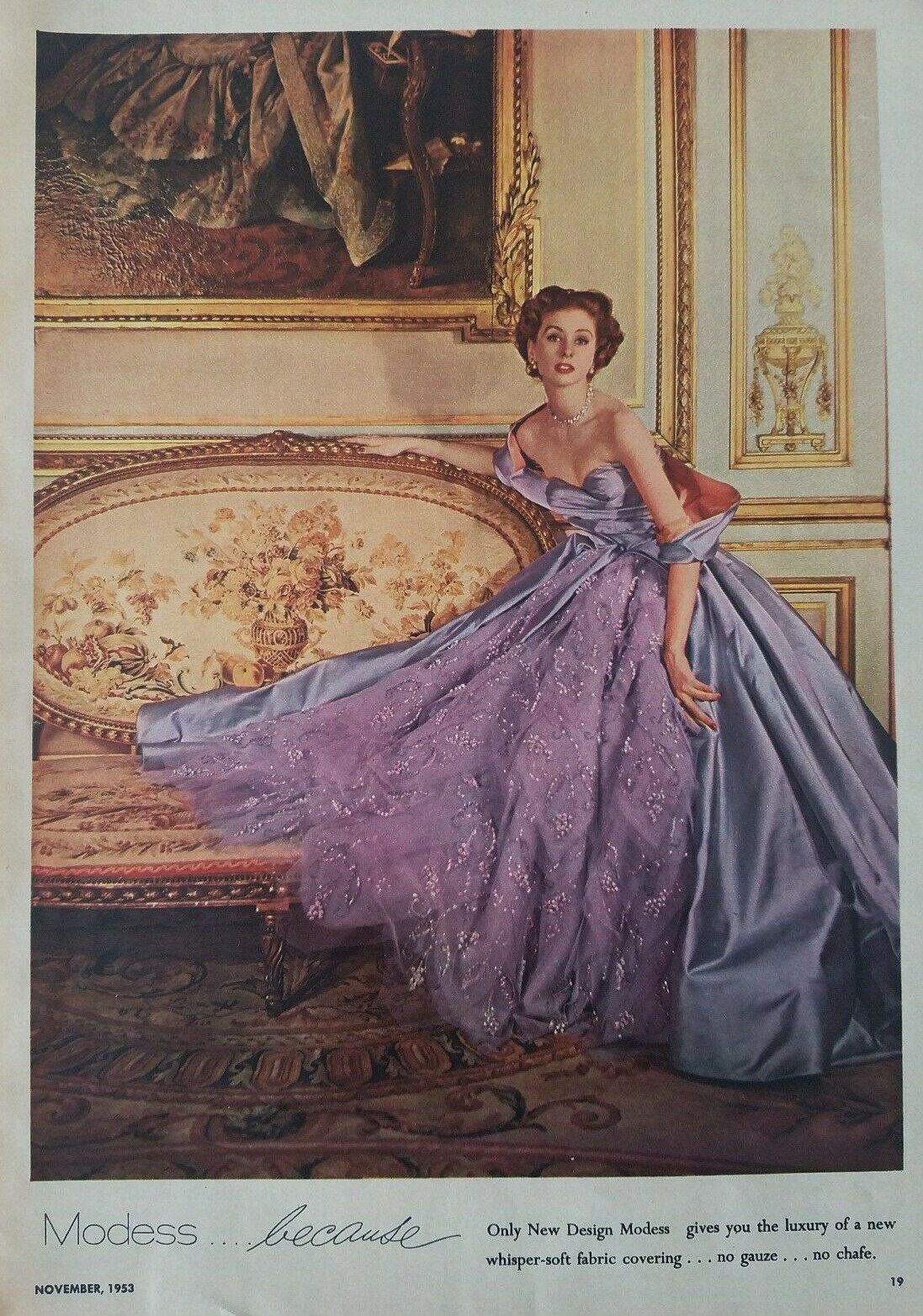
Suzy Parker.
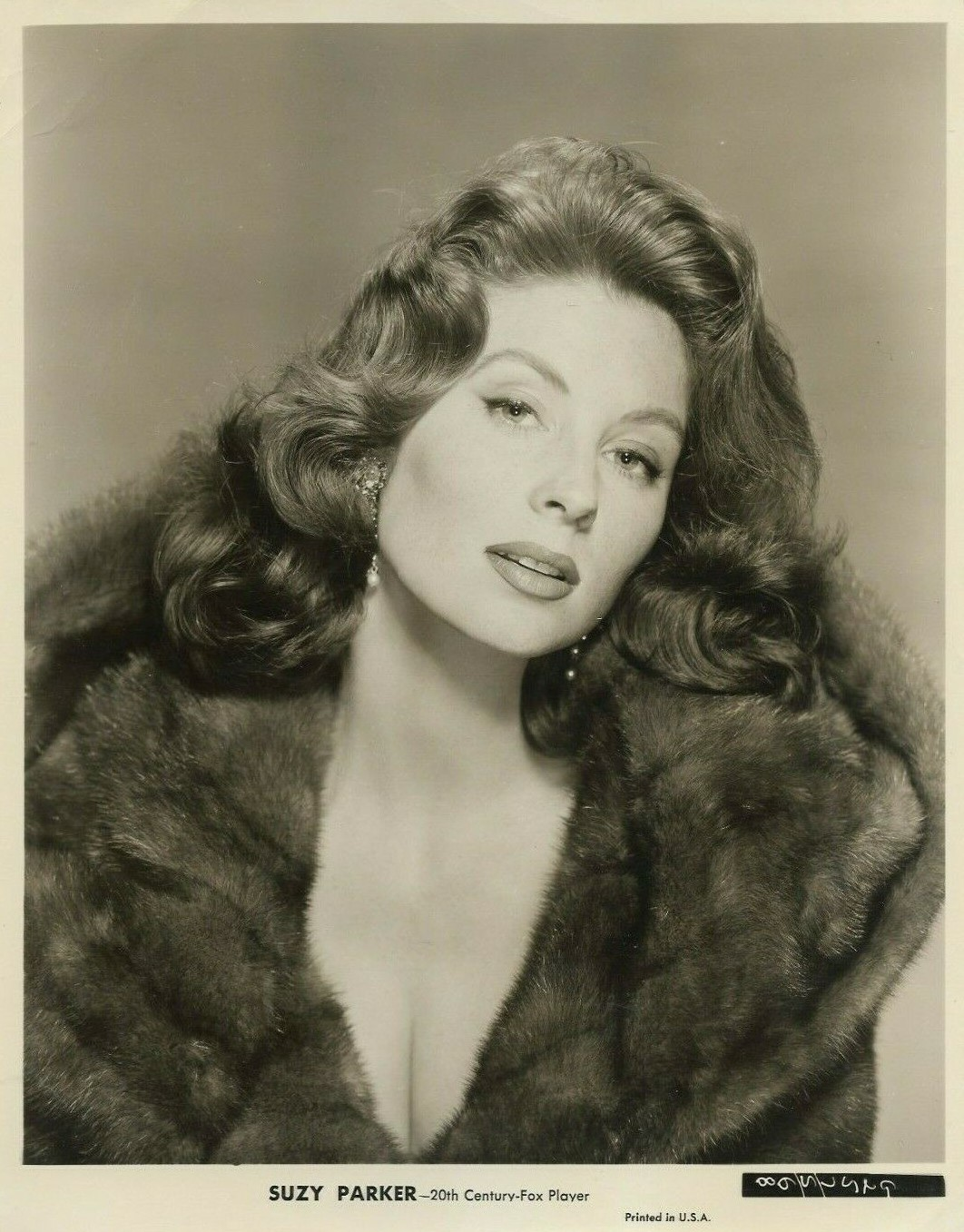
Suzy Parker cirka 1957.

## Filmografi (i urval)
- 1957 – Kyss dom från mej
- 1958 – En rubin åt Kate
- 1959 – Alla mina drömmar
- 1960 – 20 sekunder från döden
- 1964 – Hjältarna från Ashiya